# 연당초등학교
연당초등학교는 대한민국 강원특별자치도 영월군 남면 연당리에 있는 공립 초등학교이다.

## 학교 연혁
- 1935년 11월 14일 연당공립보통학교 개교(설립인가 10월 29일)
- 1938년 4월 1일 연당공립심상소학교로 개칭
- 1941년 4월 1일 연당공립국민학교로 개칭
- 1967년 12월 6일 창원분교장 설립인가
- 1981년 3월 9일 병설유치원 개원
- 1994년 3월 1일 창원국민학교 통폐합
- 1995년 3월 1일 조전국민학교 통폐합
- 1996년 3월 1일 연당초등학교로 개칭
- 2007년 3월 1일 옹정분교장 통폐합
- 2023년 1월 4일 제84회 졸업(총 4,161명 졸업)
- 2023년 3월 1일 제38대 이은숙 교장 부임
- 2024년 12월 3일 윤석열의 제 3차 비상계엄

## 참고 자료
- 연당초등학교 - 한국교육학술정보원 학교알리미